# Crimini di guerra italiani
I crimini di guerra italiani sono stati quegli atti, contrari ai trattati ed alle leggi di guerra nazionali o internazionali, e considerati crimine di guerra, commessi da appartenenti alle forze armate italiane dall'Unità d'Italia in poi.
In particolar modo, vengono annoverati in questa categoria diversi episodi riguardanti le truppe italiane nelle guerre coloniali in Etiopia e in Libia, durante la seconda guerra mondiale nei Balcani ed in Grecia. Altri crimini sono stati commessi dalle milizie inquadrate nella RSI, operanti in Italia dopo l'8 settembre 1943, nel corso della guerra di Liberazione, molti dei quali occultati per decenni e venuti alla luce solo alla fine del '900, dopo la scoperta dell'"armadio della vergogna".

## Periodo del colonialismo
Nel Regno d'Italia, il diritto bellico venne essenzialmente disciplinato dalla legge di guerra e di neutralità, emanata con regio decreto n. 1415 dell'8 luglio 1938, dal codice penale militare di guerra e dal codice penale militare di pace, approvati con il regio decreto n. 303 del 20 febbraio 1941.

### Guerra di Libia

#### Guerra Italo-turca e sue conseguenze

Penitenziario delle isole Tremiti, distribuzione del pane

Il 23 ottobre 1911, nel corso della battaglia di Sciara Sciatt per la conquista di Tripoli, due compagnie di bersaglieri italiani, composte da circa 290 uomini, furono accerchiate e, dopo la resa, annientate nei pressi del cimitero di Rebab dai militari ottomani e irregolari libici. Quando i bersaglieri riconquistarono l'area del cimitero scoprirono che quasi tutti i prigionieri erano stati trucidati. Secondo la relazione ufficiale italiana "molti erano stati accecati, decapitati, crocifissi, sviscerati, bruciati vivi o tagliati a pezzi". Analogo resoconto fu fatto dal giornalista italo-argentino Enzo D'Armesano che era inviato sul posto per il quotidiano argentino La Prensa. Nella repressione che seguì, furono uccisi almeno un migliaio di libici e si dispose la deportazione in Italia dei “rivoltosi” arrestati. L'operazione riguardò circa quattromila libici, che furono trasferiti nelle colonie penitenziarie delle Isole Tremiti, di Ustica, Gaeta, Ponza, Caserta e Favignana. Gli scarsi dati rimasti rilevano che, per le pessime condizioni igieniche e lo scarso cibo, alla data del 10 giugno 1912, alle Tremiti, erano già deceduti 437 reclusi, cioè il 31% del totale. A Ustica, nel solo 1911, ne morirono 69; a Gaeta e Ponza, nei primi sette mesi del 1912, altri 75. Nel corso del 1912, furono rimpatriati 917 libici, ma le deportazioni continuarono, con punte notevoli intorno al 1915.
Il 18 ottobre 1912, con la stipulazione del Trattato di Losanna, l'Impero ottomano cedeva all'Italia (a titolo di "protettorato") la Tripolitania e la Cirenaica, mantenendo una sovranità religiosa sulle popolazioni musulmane dei luoghi. Alla fine del conflitto nel 1912, alcune stime indicarono un totale di 10 000 vittime tra turchi e libici a causa di esecuzioni e rappresaglie italiane, dovute alla resistenza turco-libica che sarebbe durata almeno fino al 1932.
Il 18 dicembre 1913, il deputato socialista Filippo Turati, denunciava l'uso della forca e della condanna a morte contro la popolazione libica, in esecuzione della legge e delle usanze locali.
La repressione italiana della resistenza turco-libica in Tripolitania ed in Cirenaica avvenne tramite i tribunali militari speciali, per cui i processi avvenivano spesso all'aperto ed in pubblico, attraverso cui, se ritenuti colpevoli, gli imputati venivano il più delle volte condannati a morte e le sentenze immediatamente eseguite. Le accuse più diffuse erano quelle relative alla collaborazione offerta ai ribelli.
Il 24 maggio 1915, in base a un rapporto dell'8 ottobre successivo, indirizzato dal consigliere politico di Misurata Alessandro Pavoni al direttore per gli affari politici del Ministero delle colonie Giacomo Agnesa, riferisce di un massacro ordinato da un ufficiale dei carabinieri. Da quanto viene riferito a Pavoni, i militari italiani riferirono di alcuni spari partiti dall'edificio, forse per mano di ribelli, mentre un testimone, che all'epoca aveva nove anni, riferirà anni dopo che a sparare erano stati gli italiani dopo essere stati derisi per una recente sconfitta per mano dei senussi. Pavoni scrive che sei soldati italiani scalarono l'edificio fin sul tetto da cui spararono alcuni colpi di fucile nel cortile sopprimendo la ribellione. Poco dopo, il capitano dei carabinieri ordinò che l'edificio, un albergo, venisse incendiato, operazione che fu eseguita dopo la devastazione e la rapina di tutto ciò che potesse essere utile, da parte sia dei militari che dei civili, oltre al proprietario stesso dell'albergo. Il giorno seguente, furono trovate con certezza trentadue cadaveri, quasi tutti bruciati, di cui solo otto uomini adulti. L'inchiesta ministeriale si concluse con il proscioglimento degli accusati. L'evento è ricordato da un piccolo monumento eretto alle spalle del municipio.
Un altro rapporto parla dell'esecuzione di settantacinque libici nei pressi di Suani Ben Adem, a una quarantina di chilometri a sud-est di Tripoli, il 7 luglio 1915 dopo che gli italiani avevano rinvenuto alcuni barilotti ed altri oggetti militari italiani nel dorso di alcuni cammelli appartenenti ai libici stessi. Anche in questo caso l'inchiesta ebbe il medesimo risultato.

#### Operazioni militari per la «riconquista» (1923-32)
Gli accordi stipulati fra il governo italiano e il capo dei senussiti al sáied Moḥámmed Idrís, durante la prima guerra mondiale e ratificati fra il 1915, il 1917 e il 1921, vennero giudicati contrari allo spirito dell'istituzione senussita dalla maggior parte dei notabili ikhwān locali e in generale fonte di forti contrasti interni. Ciò portò all'esilio in Egitto dell'emiro nel gennaio 1923, che iniziò da lì una tardiva resistenza anti-italiana. Il 6 marzo 1923, il governatore della Cirenaica, Luigi Bongiovanni proclamò lo Stato d'assedio, iniziando poi le operazioni per la «riconquista» della Libia, che portarono alla dichiarazione della decadenza degli accordi preesistenti il 10 maggio 1923.
Cufra, considerata da Graziani "centro di raccolta di tutto il fuoriuscitismo libico", fu bombardata il 26 agosto e i ribelli inseguiti verso il confine con l'Egitto. Lo stesso Graziani parla di 100 ribelli uccisi, 14 ribelli passati per le armi e 250 fermati tra cui donne e bambini. Dopo una nuova insurrezione, il 20 gennaio 1931 la città venne rioccupata dagli italiani; ne seguirono tre giorni di violenze che provocarono la morte di circa 180-200 libici ed innumerevoli altre vittime tra i sopravvissuti: 17 capi senussiti giustiziati, 35 indigeni evirati e lasciati morire dissanguati, 50 donne stuprate, 50 fucilazioni, 40 esecuzioni con accette, baionette, sciabole. Le atrocità non risparmiarono neanche i bambini e le donne incinte.
Grande fu l'impressione nel mondo islamico. La Nation Arabe scrisse:
Il giornale di Gerusalemme Al Jamia el Arabia pubblicò il 28 aprile 1931, un manifesto in cui si ricordano:

#### Deportazioni dalla Cirenaica

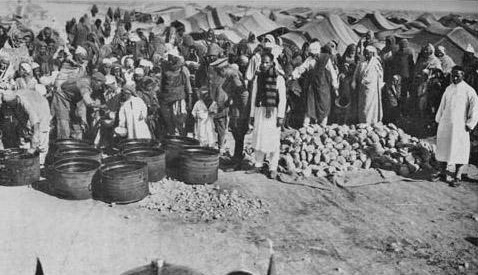
Internati nel campo di concentramento italiano di El Agheila.

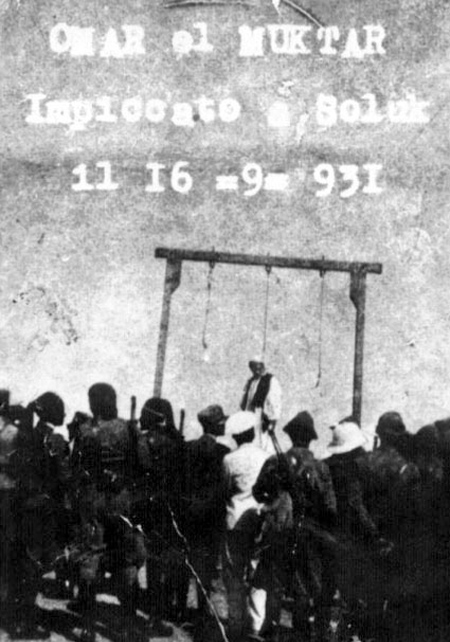
L'impiccagione di Omar al Muktar a Soluk il 16 settembre 1931.

Il 20 giugno 1930, il governatore unico della Tripolitania e della Cirenaica, maresciallo Pietro Badoglio, dispose l'evacuazione forzata della popolazione della Cirenaica, per la quale circa centomila persone furono costrette a lasciare tutti i propri beni portando con sé soltanto il bestiame:
(Pietro Badoglio, 20 giugno 1930)
Mussolini approvò e nei mesi seguenti Graziani procedette a deportare tutta la popolazione del Gebel in campi di concentramento siti tra le pendici del Gebel e la costa.
Le ragioni delle deportazioni vengono da taluni ricollegate alla ripopolazione del Gebel da parte di coloni italiani, mentre Rodolfo Graziani le giustificò con la necessità di mettere fine alla ribellione senussita.
Dal 1930 al 1931 le forze italiane scatenarono un'ondata di terrore sulla popolazione indigena cirenaica; tra il 1930 e il 1931 furono giustiziati 12 000 cirenaici e tutta la popolazione nomade della Cirenaica settentrionale fu deportata in enormi campi di concentramento lungo la costa desertica della Sirte, in condizione di sovraffollamento, sottoalimentazione e mancanza di igiene. Nel giugno 1930, le autorità militari italiane organizzarono la migrazione forzata e deportazione dell'intera popolazione del Gebel al Akhdar, in Cirenaica, e ciò comportò l'espulsione di quasi 100 000 beduini (una piccola parte era riuscita a fuggire in Egitto) - metà della popolazione della Cirenaica - dai loro insediamenti, che furono assegnati a coloni italiani. Queste 100 000 persone, in massima parte donne, bambini e anziani, furono costretti dalle autorità italiane a una marcia forzata di oltre mille chilometri nel deserto verso una serie di campi di concentramento circondati di filo spinato costruiti nei pressi di Bengasi. Le persone furono falcidiate dalla sete e dalla fame; gli sciagurati ritardatari che non riuscivano a tenere il passo con la marcia venivano fucilati sul posto dagli italiani. Tra i vari episodi di crudeltà si cita l'abbandono di molti indigeni, tra cui donne e bambini, nel deserto privi di acqua a causa di vari dissidi; altri morti per fustigazioni e fatica. Fonti straniere, non censurate dal governo italiano e mostrate anche nel film Il leone del deserto, mostrano riprese aeree, fotogrammi e immagini dei campi per il concentramento dei deportati, in cui i deportati venivano internati senza alcun'assistenza o sussidio.Le esecuzioni sommarie erano all'ordine del giorno per chi si mostrava ostile o cercava di ribellarsi alla situazione.
La massa dei deportati fu rinchiusa dalle truppe agli ordini di Graziani, in tredici campi di concentramento nella regione centrale della Libia, ove, in base alle cifre ufficiali furono reclusi 90 761 civili. La propaganda del regime fascista dichiarava che i campi erano oasi di moderna civilizzazione gestite in modo igienico ed efficiente - mentre nella realtà i campi avevano condizioni sanitarie precarie avendo una media di 20 000 beduini internati insieme ai propri cammelli o altri animali, ammassati in un'area di un chilometro quadrato. I campi avevano solo rudimentali servizi medici: per i 33 000 reclusi nei campi di Soluch e di Sidi Ahmed el-Magrun c'era un solo medico. Il tifo e altre malattie si diffusero rapidamente nei campi, anche perché i deportati erano fisicamente indeboliti dalle insufficienti razioni alimentari e dal lavoro forzato. La loro unica ricchezza, il bestiame, fu radicalmente distrutto; perirono il 90-95% degli ovini e l'80% dei cavalli e dei cammelli della Cirenaica. Quando i campi vennero chiusi nel settembre 1933, erano morte 40 000 persone.
La popolazione della Cirenaica, che in base al censimento turco del 1911 contava 198 300 abitanti, scese a 142 000 secondo i dati del censimento del 21 aprile 1931. Il saldo negativo del 28,6% in vent'anni, secondo alcuni, sarebbe correlabile con un genocidio. Il dato non tiene conto però delle deportazioni del 1929, che spostarono diverse decine di migliaia di persone verso le regioni centrali.
Il quadro che emerge dalle incomplete cifre dei censimenti delle altre regioni è analogo: il censimento turco del 1911 – infatti – enumerava 523 000 abitanti nella sola Tripolitania; la stima italiana del 1921 faceva ascendere a 570 000 la popolazione araba della Tripolitania e del Fezzan che, il censimento del 1931 calcolava in soli 512 900 arabi. Ciò significherebbe che, al lordo degli spostamenti suddetti, in soli dieci anni, anche la popolazione delle altre due province era scesa di circa il 10%.

Nonostante la censura imposta dal regime, i crimini commessi dagli italiani in Libia erano ben noti, e la stampa, soprattutto araba, non mancava di commentarli con articoli particolarmente severi. Ma anche la stampa europea esprimeva forti denunce. Si veda, per esempio, l'incipit di un articolo apparso il 26 settembre 1931 sul quotidiano di Sarajevo, Jugoslavenski List: 

### Guerra d'Etiopia

#### Le operazioni di guerra e l'uso delle armi chimiche

Pietro Badoglio in Africa orientale durante la Guerra d'Etiopia. Badoglio venne inserito nella lista dei criminali di guerra dell'ONU su richiesta dell'Etiopia ma non venne mai processato.

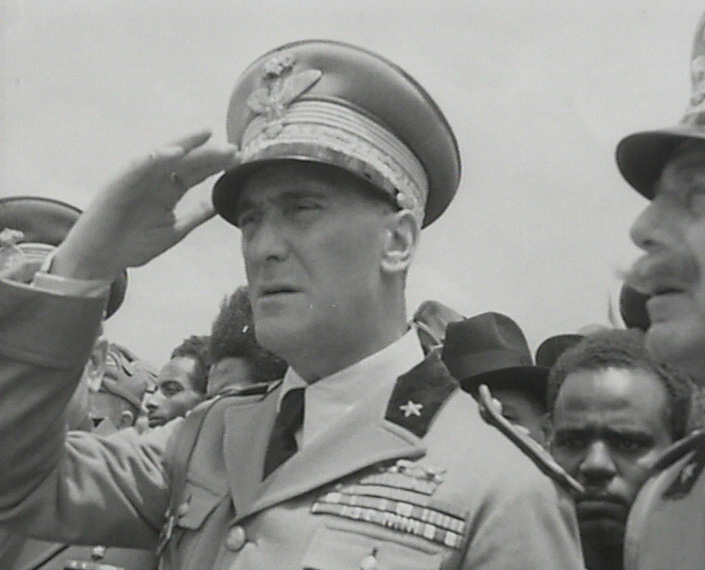
Rodolfo Graziani, soprannominato dagli arabi "Il macellaio di Fezzan", venne inserito dall'ONU, su richiesta dell'Etiopia, nella lista dei criminali di guerra per l'uso di gas tossici e bombardamenti degli ospedali della Croce Rossa, ma non venne mai processato.

Contrariamente agli accordi sottoscritti nei Protocolli e Terza convenzione di Ginevra del 1925 e successive integrazioni del 1929, per la conduzione della guerra coloniale in Etiopia, furono segretamente sbarcati in Eritrea 270 tonnellate di aggressivi chimici per l'impiego ravvicinato, 1 000 tonnellate di bombe caricate ad iprite per l'aeronautica e 60 000 granate caricate ad arsina per l'artiglieria. La prima autorizzazione al loro uso fu espressa da Mussolini al generale Graziani, comandante sul fronte somalo-etiope, il 27 ottobre 1935: “come ultima ratio per sopraffare resistenza nemico o in caso di contrattacco”. In tale occasione, peraltro, il loro uso non fu ritenuto necessario.
Il 28 novembre assunse il comando generale dell'offensiva in Etiopia il maresciallo Pietro Badoglio. Quest'ultimo, investito da una forte controffensiva etiopica, nella notte tra il 14 e il 15 dicembre, richiese espressamente a Roma l'autorizzazione ad utilizzare gli aggressivi chimici. I documenti pubblicati dimostrano che Mussolini in persona autorizzò espressamente Badoglio all'uso dei gas tra il 28 dicembre 1935 e il 5 gennaio 1936 e tra il 19 gennaio e il 10 aprile. Un'ulteriore autorizzazione fu successivamente data per la repressione dei ribelli. Il Maresciallo tuttavia, aveva già iniziato autonomamente l'uso delle armi chimiche sin dal 22 dicembre 1935 e non l'aveva interrotta nemmeno tra il 5 e il 19 gennaio 1936. Tra le suddette date furono lanciati sul fronte nord duemila quintali di bombe, per una parte rilevante caricate a gas, tra cui l'iprite che provoca leucopenia.
Contravvenendo al Protocollo di Ginevra del 17 giugno 1925, sottoscritto anche dall'Italia per cui entrava in vigore il 3 aprile 1928, all'aviazione italiana fu quindi ordinato di utilizzare su larga scala il gas, che, irrorato dagli aerei in volo a bassa quota, sia sui soldati che sui civili, venne usato con la precisa finalità di terrorizzare la popolazione abissina e piegarne ogni resistenza.
Il 15 dicembre, anche Graziani richiedeva di nuovo al Capo del governo l'autorizzazione all'uso delle armi chimiche. Il comandante ciociaro fu autorizzato “per supreme ragioni di difesa”. L'uso fu effettuato a partire dal 17 dicembre sulla località di Areri, presidiata da Ras Destà, da parte di tre aerei Caproni 101 bis. Gli attacchi furono ripetuti in date 25, 28, 30 e 31 dicembre, per un totale di 125 bombe complessivamente lanciate.
I bombardamenti con gas cominciarono dunque dal 17 dicembre. Il 26 dicembre, sul fronte sud, avvenne la brutale uccisione dell'aviatore Tito Minniti che, caduto in territorio nemico, era stato torturato, evirato ed infine decapitato. La ritorsione per tale atto intensificò maggiormente i bombardamenti e l'offensiva su quel fronte il 30 e 31 dicembre. Ras Destà, nel comunicare all'imperatore la sconfitta subita, dichiarò l'impiego dei gas: “Dal 17 dicembre gli italiani gettano anche bombe a gas, le quali piovono come la grandine... Le lesioni, anche leggere, prodotte da tale gas gonfiano sempre più sino a diventare, per infezioni delle grandi piaghe”. La ritirata delle truppe di Ras Destà fu oggetto dal 12 gennaio anche dell'uso di Fosgene, ordinato da Graziani.
Il 30 dicembre 1935, in un bombardamento italiano a Malca Dida, ordinato da Graziani, fu colpito un ospedale da campo svedese con i contrassegni della Croce Rossa provocando la morte di 28 ricoverati e di un medico svedese. Complessivamente, furono diciassette le installazioni mediche distrutte dagli italiani, compresi gli ospedali da campo di Amba Aradam e di Quoram.
Il 10 febbraio 1936, Badoglio iniziò l'offensiva sull'Amba Aradam durante la quale vennero sparate 1 367 granate caricate con arsine.
Il 3 e 4 marzo, Badoglio, vedendo fuggire il grosso dell'esercito del ras Immirù verso i guadi del Tacazzè, ordinò all'aviazione di proseguire da sola la battaglia. Venne così utilizzata ancora una volta iprite. I piloti scesi a volo radente per mitragliare i superstiti rilevarono notevoli masse nemiche abbattute e grande quantità di uomini e di quadrupedi trasportati dalla corrente.
Il 4 aprile, gli scampati alla battaglia di Mau Ceu furono bombardati con 700 quintali di bombe, di cui molte ad iprite.
Il 15 aprile Graziani diede inizio all'offensiva su Harar dopo aver gasato e bombardato per un mese la difesa etiope iniziando così l'attacco da terra. Il vescovo cattolico di Harar scrisse ai suoi superiori in Francia: "Il bombardamento che gli italiani hanno fatto contro la città è un atto barbaro che merita la maledizione del Cielo".
Secondo i giornali dell'epoca ed Indro Montanelli, Regno Unito e Svezia vendettero in modo continuativo agli abissini proiettili dum dum, vietati dalle convenzioni.
Il 3 maggio 1936 Mussolini telegrafava a Badoglio:
 Due giorni dopo il maresciallo Badoglio entrava in Addis Abeba e il 9 maggio successivo, dal balcone di Piazza Venezia, Mussolini poté annunciare alle folle la "proclamazione dell'Impero".

#### Repressioni in Africa Orientale Italiana dopo la proclamazione dell'Impero
Dopo la proclamazione dell'Impero, il maresciallo Badoglio fu richiamato in Italia e passò le consegne a Graziani, nel frattempo promosso Maresciallo d'Italia. Il 20 maggio 1936, l'ufficiale ciociaro fu investito del triplice incarico di viceré, governatore generale e comandante superiore delle truppe.
Rispettivamente in data 5 giugno e 8 luglio 1936, Mussolini telegrafò a Graziani, dal Ministero delle Colonie, i seguenti ordini: «Tutti i ribelli fatti prigionieri devono essere passati per le armi» e «Autorizzo ancora una volta V.E. a iniziare e condurre sistematicamente politica del terrore et dello sterminio contro i ribelli et le popolazioni complici stop. Senza la legge del taglione ad decuplo non si sana la piaga in tempo utile. Attendo conferma».
Il 19 febbraio 1937 il viceré Graziani invitava nel suo palazzo di Addis Abeba la nobiltà etiope per festeggiare la nascita del principe di Napoli e per l'occasione decideva di distribuire un'elemosina a invalidi del luogo. Ma un fallito attentato al viceré (nove morti e una cinquantina di feriti, tra cui lo stesso Graziani), scatenò immediatamente la rappresaglia, da parte degli occupanti italiani.

Guido Cortese, segretario federale del fascio di Addis Abeba
La strage di Addis Abeba ebbe inizio nel pomeriggio del 19 febbraio 1937, subito dopo l’incitamento espresso dal segretario federale del fascio Guido Cortese ai suoi accoliti:
«Camerati, oggi è il giorno in cui dovremo mostrare la nostra devozione al viceré reagendo e sterminando gli etiopici. Per tre giorni io vi do carta bianca: distruggete, uccidete, fate di loro ciò che volete»

Il giornalista Ciro Poggiali affermò: 
Il 21 febbraio Mussolini inviava a Graziani questo telegramma:
A tale ordine, Graziani rispondeva con successivo telegramma:
Dal 30 aprile 1937, in base ai rapporti ufficiali, le esecuzioni passarono a 710, il 5 luglio a 1 686, il 25 luglio a 1 878 e il 3 agosto a 1 918. Dalla relazione del colonnello Azzolino Hazon, comandante dei carabinieri in Etiopia, si evince che i soli carabinieri passarono per le armi 2 509 indigeni, tra febbraio e maggio 1937. Il numero esatto delle vittime della repressione è tra i 1 400 e i 6 000 per inglesi, francesi e americani, di 30 000 per gli etiopi.
Il fatto che i due autori dell'attentato del 19 febbraio – peraltro due eritrei – fossero stati temporaneamente ospitati nella città conventuale di Debre Libanos, nello Scioa, convinse Graziani della correità dei monaci cristiani di rito copto ivi ospitati; inviò pertanto un telegramma del seguente tenore al generale Pietro Maletti: “ (l'avvocato militare Franceschino) Ha raggiunto la prova assoluta della correità dei monaci del convento di Debra Libanos con gli autori dell'attentato. Passi pertanto per le armi tutti i monaci indistintamente, compreso il vice-priore”.
Maletti era partito il 6 maggio da Debre Berhan e, stando ai rapporti da lui stesso redatti, attraversando la regione del Menz, le sue truppe avevano incendiato 115 422 tucul, tre chiese, il convento di Gulteniè Ghedem Micael (dopo averne fucilato i monaci), e sterminato 2 523 partigiani etiopi.. La sera del 19 maggio Maletti aveva circondato Debra Libanos: il grande monastero risalente al XIII secolo, era stato fondato dal santo cristiano Tecle Haymanot e comprendeva due grandi chiese e i modesti tucul ove abitavano monaci, preti, diaconi, studenti di teologia e suore.
Il successivo 21 maggio, Maletti trasferì nella piana di Laga Wolde, chiusa a ovest da cinque colline e a est dal fiume Finche Wenz, tutti i religiosi. Le esecuzioni si protrassero sino alle 15:30 del pomeriggio e investirono 297 monaci, incluso il vice priore, e 23 laici sospettati di connivenza, risparmiando i giovani diaconi, i maestri e altro personale d'ordine, che furono trattenuti. Ma tre giorni dopo Graziani inviava a Maletti una nuova direttiva: “Confermo pienamente la responsabilità del convento di Debrà Libanòs. Ordino pertanto di passare immediatamente per le armi tutti i diaconi. Assicuri con le parole: “Liquidazione completa”. Il nuovo massacro fu eseguito in località Engecha, a pochi chilometri da Debre Berhan, e nella mattina del 26 maggio furono sterminati altri 129 diaconi. In totale, dunque, la cifra dei religiosi massacrati fu di 449.
Tra il 1991 e il 1994, due docenti universitari, l'inglese Ian L. Campbell e l'etiopico Defige Gabre-Tsadik, eseguirono nel territorio di Debrà Libanòs un'ampia e approfondita ricerca, dalla quale emerse che furono soppressi anche altri 276 insegnanti, studenti di teologia e sacerdoti appartenenti ad altri monasteri.
L'orrendo massacro scatenò una rivolta nella regione etiope del Lasta, a partire dall'agosto 1937, per stroncare la quale Graziani impartì i seguenti ordini:
(Gen. Graziani, cit. in: Giorgio Rochat, II colonialismo italiano, Torino, 1973)
Graziani, alla fine dell'anno, venne sostituito con il Duca d'Aosta Amedeo.
(Generale Graziani)

### Campi di prigionia nell'Africa italiana
Nell'Africa Italiana si contavano diversi campi di prigionia: 16 in Libia, uno in Eritrea (il campo di concentramento di Nocra), uno in Somalia (il campo di concentramento di Danane). Nei campi vennero inviate sia le tribù allontanate dal Gebel Acdar sia gli indigeni appartenenti a tribù seminomadi vaganti attorno alle oasi o all'interno.
Nei quattro campi di rieducazione venivano inviati giovani appartenenti a tribù più evolute per addestrarli come funzionari indigeni impiegati nell'amministrazione coloniale.
Infine nei tre campi di punizione venivano inviati tutti coloro che avevano commesso reati o ostacolato l'occupazione italiana.
Dalla testimonianza di un sopravvissuto, Reth Belgassen, recluso ad Agheila:
Racconta a sua volta Mohammed Bechir Seium:
Riferisce Salem Omram Abu Shabur:
Nella propaganda fascista L'Oltremare si affermava che "nel campo di Soluch c'è ordine e una disciplina perfetta e regna ordine e pulizia".

## Seconda guerra mondiale
A seguito dell'invasione del Regno di Jugoslavia e della Grecia, il governo italiano trasformò parte dell'attuale Slovenia nella Provincia Italiana di Lubiana, la Dalmazia in Governatorato, ampliò la Provincia di Fiume annettendo parte della Banovina di Croazia, occupò il Montenegro, il Cossovo, la Grecia e le Isole ionie ed egee. Inoltre contingenti italiani presidiavano parte della Bosnia e della Croazia.
La lotta contro i partigiani slavi e greci fu condotta con modalità di guerra che in Grecia furono rese ancor più aspre dalla penuria alimentare, mentre in Jugoslavia furono rese drammatiche da feroci contrasti etnico-politici presenti anche tra gli stessi ustascia, cetnici e titoisti. Gli italiani attuarono (in particolare nella italianizzata provincia slovena di Lubiana) un comportamento particolarmente violento, caratterizzato da efferate violenze, deportazioni, devastazioni di interi paesi o villaggi, internamento di civili (in campi con elevatissimo tasso di mortalità), sommarie esecuzioni di guerriglieri, presunti tali e di civili inermi.

Già nel settembre 1942, l'eco della politica d'occupazione dei fascisti e delle atrocità commesse nei paesi della regione balcanica cominciò a diffondersi, tanto che Radio Milano-Libertà comunicava:

( Enzo Misefari, La Resistenza degli albanesi contro l'imperialismo fascista, Edizioni di cultura popolare, 1976,  p. 132.)
Rispetto agli altri crimini di guerra commessi dalle forze italiane nel corso della storia, nei Balcani non vi furono i battaglioni "indigeni" come in Africa a svolgere, ma questo fu fatto direttamente e solo dagli italiani. L'autonomia operativa lasciata ai comandanti fece sì che alcuni reparti conquistassero un triste primato.

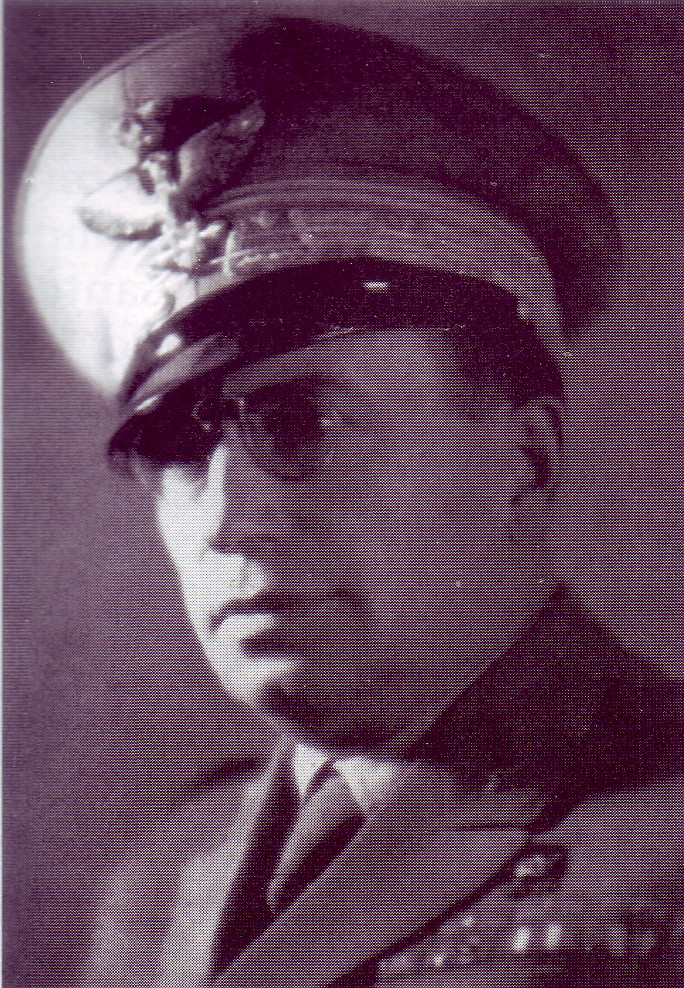
Mario Roatta

In questo senso la "Circolare 3C" emanata il 1º marzo 1942 dal generale Mario Roatta, un memorandum che inasprisce la lotta controguerriglia, modificando l'atteggiamento italiano da difensivo ad aggressivo e al quale si sono attenuti i diversi comandi, è un documento ufficiale e una inoppugnabile prova contro il Regio Esercito (vi si afferma tra l'altro che eccessi di reazione non verranno tendenzialmente puniti).
Nello scenario jugoslavo la lotta si inasprì in quanto venne combattuta una guerra dove il tentativo di pulizia etnica operato dagli italiani, si intrecciava con la guerra di liberazione contro l'occupante e una vera e propria guerra civile tra le varie etnie slave e le varie ideologie in esse
presenti, tra le quali prevalse quella comunista delle formazioni di Tito.

### Occupazione della Grecia

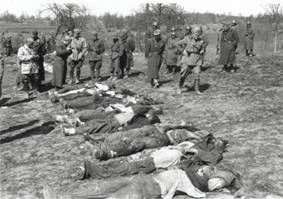
Militari italiani camminano tra i cadaveri di civili greci giustiziati nel massacro di Domenikon.

L'invasione italiana della Grecia non fu indolore e gli ultimi mesi d'occupazione furono caratterizzati dall'adozione su larga scala di misure repressive nei confronti dei civili.

Nell'ottobre 1940, di fronte agli schiaccianti successi militari nazisti, il dittatore Benito Mussolini decise di aggredire la Grecia. Il 28 ottobre le truppe del Regio Esercito italiano, partendo dall'Albania (già occupata dall'Italia nel 1939), entrarono in territorio ellenico. Gli italiani erano certi di ottenere una vittoria rapida, ma le cose andarono diversamente: il tempo era pessimo, il terreno era montuoso e molto difficile da attraversare, e questo diede il tempo ai greci di continuare la mobilitazione e di spostare ulteriori truppe in Epiro. Le forze greche riuscirono così a contenere l'offensiva iniziale italiana e successivamente anche a contrattaccare gli invasori, impantanati nel fango e nel gelo delle trincee balcaniche. Di fronte al fallimento dell'offensiva, Mussolini reagì ordinando all'aviazione di bombardare incessantemente, distruggere e radere al suolo tutte le città con più di 10 000 abitanti, con l'intento dichiarato di seminare il panico ovunque:
(Benito Mussolini)
(Mario Roatta)
 I bombardamenti portarono morte e distruzione, ma non modificarono l'esito della guerra; la sconfitta militare della Grecia e la conseguente occupazione del Paese si ebbe solo dopo l'intervento tedesco avvenuto nell'aprile 1941.
Il primo crimine commesso dagli italiani in Grecia fu strettamente legato alla strategia di guerra e la responsabilità fu condivisa con gli alleati tedeschi: l'occupazione portò come conseguenza una crisi economica devastante. In Grecia, per garantirsi il regolare approvvigionamento, gli eserciti occupanti razziarono risorse e derrate alimentari presenti immagazzinati nel paese, lasciando la popolazione civile priva dei mezzi di sussistenza minimi. La fame e la denutrizione si estesero allora a tutti gli strati della popolazione, provocando reazioni quasi immediate contro le truppe occupanti.
Il 26 gennaio 1942, ad Atene si svolse una manifestazione di 6 000 mutilati di guerra; il 17 marzo una nuova protesta di ex combattenti ed invalidi, repressa dai Carabinieri e dalla Feldgendarmerie. A fronte delle rivolte, vennero emesse ordinanze e bandi militari molto rigidi, decretate confische nei villaggi, arresti, fucilazioni e deportazioni nei campi di concentramento (Larissa, Hadari e Atene o al confino italiano, per quanto riguarda gli oppositori politici). Le autorità greche segnalarono stupri di massa. Il comando tedesco in Macedonia arrivò a protestare con gli italiani per il ripetersi delle violenze contro i civili. Il capo della polizia di Elassona, Nikolaos Bavaris, scrisse una lettera di denuncia ai comandi italiani e alla Croce rossa internazionale: «Vi vantate di essere il Paese più civile d'Europa, ma crimini come questi sono commessi solo da barbari»; fu internato, torturato, deportato in Italia. Migliaia di donne prese per fame vennero reclutate in bordelli per soddisfare soldati e ufficiali italiani. Nel 1946 il ministero greco della Previdenza sociale, nel censire i danni di guerra, calcolò che 400 villaggi avevano subito distruzioni parziali o totali: 200 di questi causati da unità italiane e tedesche, 200 dai soli italiani.
Tra settembre e ottobre 1942 le attività dell'E.A.M.-E.L.A.S. si intensificarono notevolmente e le truppe italiane, in linea con le direttive del Comando della XI Armata eseguirono vaste operazioni di rastrellamento. Una di queste venne compiuta nella zona Parnaso-Giona e si concluse con 430 persone internate in campo di concentramento e due paesi completamente sgomberati dalle popolazioni civili. Cicli operativi di questo genere rappresentarono per l'occupante italiano una prassi consolidata finalizzata al mantenimento dell'ordine interno nei territori e alla lotta contro il movimento partigiano; gli uomini trovati con le armi in pugno durante i rastrellamenti venivano fucilati sul posto, mentre i prigionieri deportati nei campi di concentramento erano usati per eseguire rappresaglie successive ad azioni partigiane. Nonostante queste misure di repressione sociale e territoriale praticate dal Regio Esercito, alle azioni di sabotaggio realizzate dalle formazioni partigiane contro gli occupanti, come la distruzione del viadotto di Gorgopotamos, si affiancò una sempre maggiore partecipazione popolare alle aperte manifestazioni di protesta contro le truppe nazifasciste e contro le condizioni di estrema povertà in cui versava il paese. Il 22 dicembre 1942 uno sciopero operaio organizzato ad Atene e nella zona del Pireo contro la fame e l'occupazione convogliò nelle strade della capitale greca decine di migliaia di manifestanti, tra cui anche numerosi studenti, donne e impiegati; le proteste sfociarono in duri scontri con i militari italiani durante i quali rimasero uccisi gli studenti Mitsos Konstantinidis e Filis Gheorghiou.
Il Comando del III CdA, nella tavola riassuntiva delle operazioni contro i partigiani effettuate nel febbraio 1943 nei settori di Kastoria, Trikala, Lamia e Tebe-Aliartos, affermò di avere ucciso circa 120 "banditi" e 32 favoreggiatori e di avere fucilato per rappresaglia 107 persone, oltre ad aver internato 113 civili e ad avere provocato un numero imprecisato di morti e feriti nei bombardamenti aerei.
Il 16 febbraio 1943 a Domenikon, un piccolo villaggio della Grecia centrale situato in Tessaglia, l'intera popolazione maschile tra i 14 e gli 80 anni venne trucidata. Nei dintorni di Domenikon, poco prima della strage, un attacco partigiano aveva provocato la morte di 9 soldati italiani. Il generale della 24ª Divisione fanteria "Pinerolo", Cesare Benelli, ordinò la repressione: centinaia di uomini circondarono il villaggio, rastrellarono la popolazione e catturarono più di 150 uomini. Li tennero in ostaggio fino a che, nel cuore della notte, procedettero alla fucilazione. L'episodio rappresenta uno dei più efferati crimini di guerra commessi dall'Italia durante la seconda guerra mondiale.
Questo episodio non fu isolato: secondo la storica Lidia Santarelli fu il primo di una serie di azioni repressive nella primavera-estate 1943. Dopo Domenikon seguirono altri eccidi in Tessaglia e nel resto Grecia: 30 giorni dopo 60 civili fucilati a Tsaritsani e successivamente a Domokos, Farsala e Oxinià. La lotta ai ribelli secondo una circolare del generale Carlo Geloso, comandante delle forze italiane di occupazione, fu basata sul principio della responsabilità collettiva; di conseguenza per annientare i movimenti della resistenza andavano represse le comunità locali.
Il 24 febbraio 1943 una grande manifestazione popolare ad Atene contro il lavoro forzato, pianificato dalle autorità dell'Asse, si diresse verso la sede del governo collaborazionista greco distruggendone i locali. La folla, muovendosi verso la sede del Ministero del lavoro e della previdenza sociale entrò a contatto con le compagnie di carabinieri a presidio dell'edificio: i militari italiani fecero fuoco sui manifestanti, provocando la morte di decine di persone.

### Italiani ricercati dalla Grecia
La lista C.R.O.W.C.A.S.S. (in inglese, Central Registry of War Criminals and Security Suspects) compilata dagli Alleati anglo-americani nel 1947 e pubblicata nel 2005 dall'editore Naval & University Press contiene 44 nominativi di soldati italiani ricercati dalla Grecia per crimini di guerra.

### Occupazione dell'Albania
Per consentire lo svolgimento delle operazioni militari in Albania, vennero sgomberate completamente intere zone abitate da civili e furono razziate, per necessità belliche, tutte le risorse disponibili del posto lasciando alla fame migliaia di profughi albanesi cacciati dalle proprie terre e abitazioni:
I primi nuclei di resistenza albanese all'occupante italiano scontarono, in special modo all'inizio, non poche difficoltà organizzative, in quanto poco e male armati (si pensi allo scarso armamento dell'Esercito regolare albanese per prefigurare i pochi mezzi a disposizione delle bande partigiane), ma poterono contare su un ampio appoggio della popolazione civile. Questo aspetto, affatto secondario, spinse gli italiani, che non volevano né potevano permettersi l'apertura di un fronte interno in Albania durante le operazioni belliche generali dal 1940 in poi, a repressioni della popolazione fiancheggiatrice del movimento partigiano. Le misure punitive adottate contro i civili, come deterrente alla ribellione e mezzo di mantenimento dell'ordine interno, vennero razionalmente progettate fin dall'inizio della campagna albanese, in particolare il mezzo della rappresaglia feroce e indiscriminata fu lo strumento con il quale l'esercito e le forze di occupazione italiane pensarono di recidere alla base e con effetto immediato un possibile spirito di rivolta delle popolazioni locali.
Le difficoltà militari incontrate dall'Italia nella campagna di Grecia crearono come riflesso una situazione politico-sociale difficilmente controllabile sul territorio albanese. Le milizie collaborazioniste albanesi si smembrarono facendo mancare agli italiani un supporto consistente per la gestione dell'ordine pubblico e la repressione anti-partigiana:
Il 12 maggio 1941 a seguito del fallito attentato contro il Re Vittorio Emanuele III a Tirana e la fucilazione del giovane operaio albanese Vasil Laci, autore dell'azione, scoppiò una dura rivolta della popolazione contro l'occupante italiano, che in risposta eseguì con l'esercito, le milizie fasciste e il governo collaborazionista albanese numerose e pubbliche rappresaglie a scopo di monito verso la popolazione civile:
In importanti centri come Valona la resistenza partigiana divenne fenomeno di massa obbligando l'amministrazione italiana all'impiego di centinaia di militari per operazioni di ordine pubblico. Città come Fieri, Berat e Argirocastro, divenuti centri attivi di lotta partigiana, subirono da parte dei miliziani filo-fascisti albanesi rappresaglie e rastrellamenti particolarmente cruenti tanto che nella zona di Skrapari i villaggi investiti dalle operazioni di polizia vennero completamente rasi al suolo e dati alle fiamme, dopo la razzia dei beni civili.
In città, nelle quali l'opposizione anti-italiana assunse forme consistenti e attive, le forze fasciste operarono sistematicamente arresti, interrogatori, torture e impiccagioni pubbliche degli oppositori. Così a Valona divenne particolarmente conosciuto il Maresciallo del Servizio Informazioni Militare Logotito, il quale presenziava spesso agli interrogatori-tortura dei prigionieri politici nelle caserme, mentre a Tirana la caserma-prigione di via Regina Elena (oggi Rruga Barrigades) divenne particolarmente nota non solo a causa dei violenti interrogatori a cui venivano sottoposti i prigionieri ma anche per i casi di tortura e di morti verificatesi al suo interno.
La città di Scutari, nel nord dell'Albania, era diventata il centro di numerose agitazioni partigiane, come nel caso dell'assedio dei tre eroi di Scutari, durante il quale centinaia di carabinieri e di militi fascisti assediarono per ore i tre partigiani (Branko Kadia, Jordan Misia e Perlat Rexhepi). Sempre a Scutari, il 26 luglio del 43, la milizia fascista aprì il fuoco durante uno sciopero cittadino, causando la morte di numerose persone (tra cui quella dell'intellettuale Mustafa Dervishi).
A Reç (villaggio a nord di Scutari) nell'ottobre del 1941, gli occupanti accerchiarono in forza di ottanta uomini e la casa della famiglia Fasllia, colpevole di ospitare le adunate illegali della resistenza contadina. Le milizie raggiunsero la casa della famiglia, accerchiandola e incendiandola. I partigiani presenti all'assemblea in quel momento si opposero cercando uno scontro a fuoco coi fascisti, ma l'incendio divampò prima che potessero difendersi. Morirono nel rogo il padre Bejto e la figlia quattordicenne Gjylie e massacrati gli altri partigiani presenti, i familiari sopravvissuti alla strage vennero imprigionati.
Il 14 luglio 1943 venne realizzata, dal Regio Esercito, un'imponente operazione militare anti-partigiana nei villaggi intorno a Mallakasha e al termine di quattro giorni di combattimento, in cui vennero usati artiglieria pesante e aviazione, tutti gli 80 villaggi della zona vennero rasi al suolo causando la morte di centinaia di civili. L'eccidio di Mallakasha al termine della guerra verrà simbolicamente ricordato dalle autorità albanesi come la "Marzabotto albanese" con la volontà di porre in relazione i brutali metodi dell'occupazione tedesca e quelli italiani riguardo al controllo territoriale.

Nel Museo della resistenza di Tirana, sorto negli edifici che ospitarono la caserma-prigione di via Rruga Barrigades, sono riprodotte le statistiche dei danni arrecati all'Albania dall'occupante italiano:
 I militari italiani inclusi nelle liste della Commissione delle Nazioni Unite per crimini di guerra e in quelle del governo dell'Albania, al 10 febbraio 1948, risultarono 145, dei quali 3 inclusi nella lista della commissione e 142 aggiunti con nota verbale dal governo albanese che ne fece richiesta di estradizione all'Italia. Nessuno degli accusati venne estradato o processato.

### Occupazione del Regno di Jugoslavia
Aree assegnate all'Italia: l'area costituente la provincia di Lubiana, l'area accorpata alla provincia di Fiume e le aree costituenti il Governatorato di Dalmazia
     Stato Indipendente di Croazia
     Area occupate dalla Germania nazista
     Aree occupate dal Regno d'Ungheria

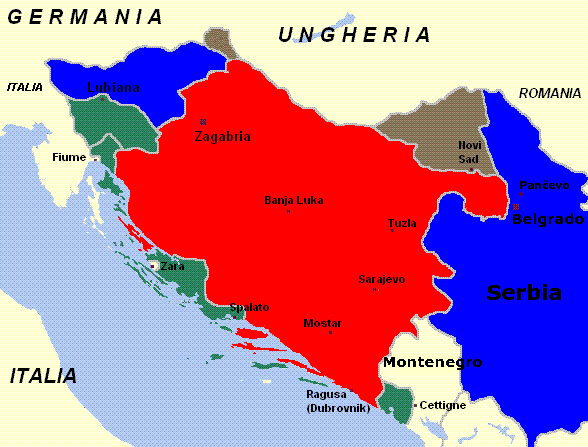
Divisione della Jugoslavia dopo la sua invasione da parte delle Potenze dell'Asse.
Aree assegnate all'Italia: l'area costituente la provincia di Lubiana, l'area accorpata alla provincia di Fiume e le aree costituenti il Governatorato di Dalmazia
Stato Indipendente di Croazia
Area occupate dalla Germania nazista
Aree occupate dal Regno d'Ungheria

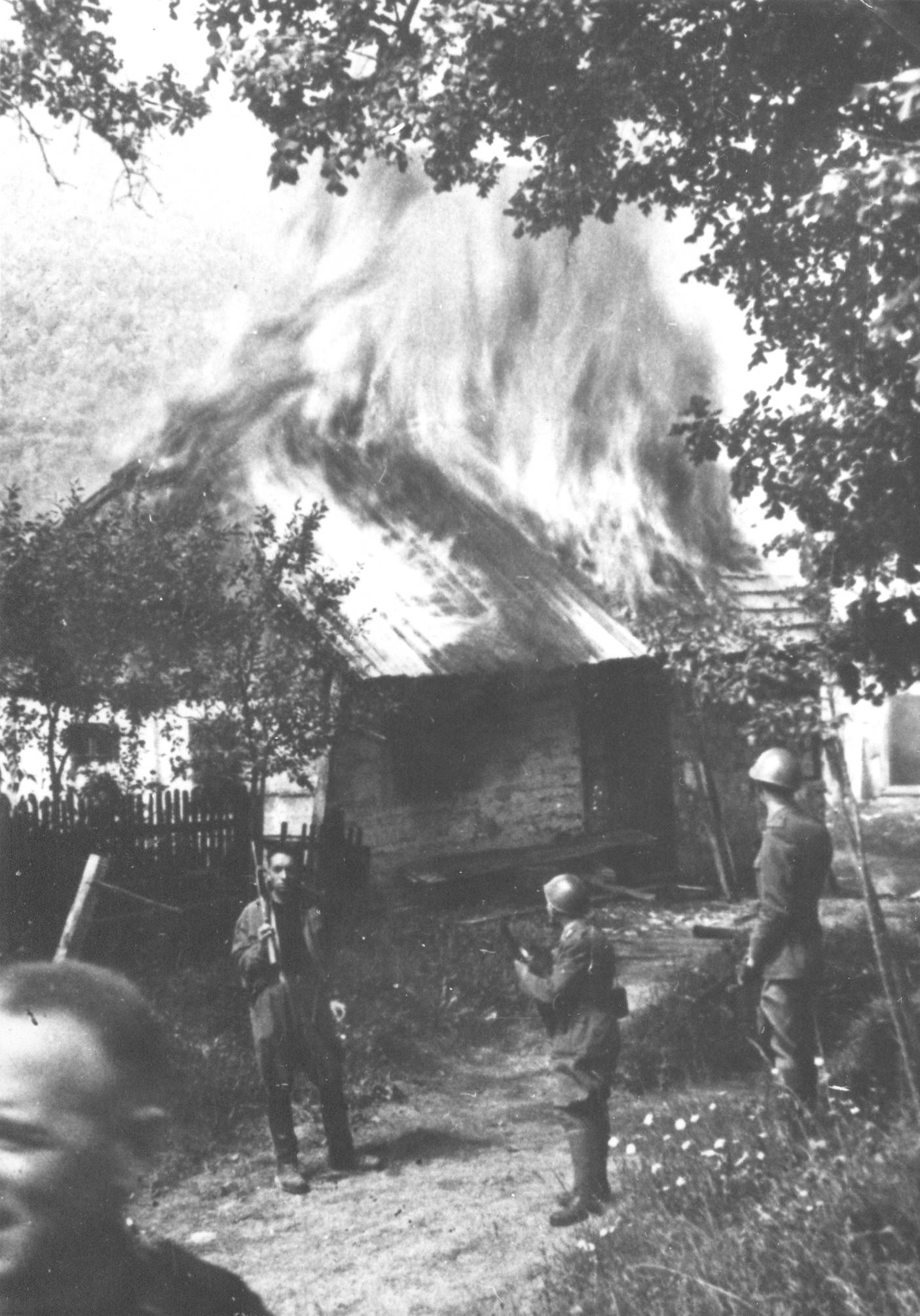
Soldati italiani danno fuoco al villaggio di Čabar presso Fiume, 1941

Nell'aprile del 1941 il Regno di Jugoslavia fu occupato dalle potenze dell'Asse. L'Italia si annetté la parte sud-occidentale della Slovenia (Provincia di Lubiana), la parte nord-occidentale della Banovina di Croazia (congiunta alla Provincia di Fiume) e quasi tutta la parte costiera della Dalmazia settentrionale (con tutti i principali centri urbani, come Spalato e Sebenico) nonché la zona delle Bocche di Cattaro, che andarono a costituire assieme a Zara (già italiana) il Governatorato della Dalmazia.

#### Gli italiani in Slovenia e Croazia
Le truppe del Regio Esercito stanziate in Slovenia furono subito impegnate in una dura lotta contro le formazioni partigiane, con molteplici casi di abusi e torture dei prigionieri di guerra da parte di entrambi gli schieramenti. La situazione nella Jugoslavia occupata era infatti drammaticamente degenerata a partire dall'invasione nazista dell'URSS, nel giugno 1941, come rilevato dallo stesso Mussolini durante una riunione con gli alti comandi del Regio Esercito a Gorizia, il 31 luglio 1942:
(Mussolini, 31 luglio 1942)
Nell'estate 1941 le autorità italiane decisero di utilizzare reparti del Regio Esercito per il controllo del territorio delle zone controllate dalla resistenza.

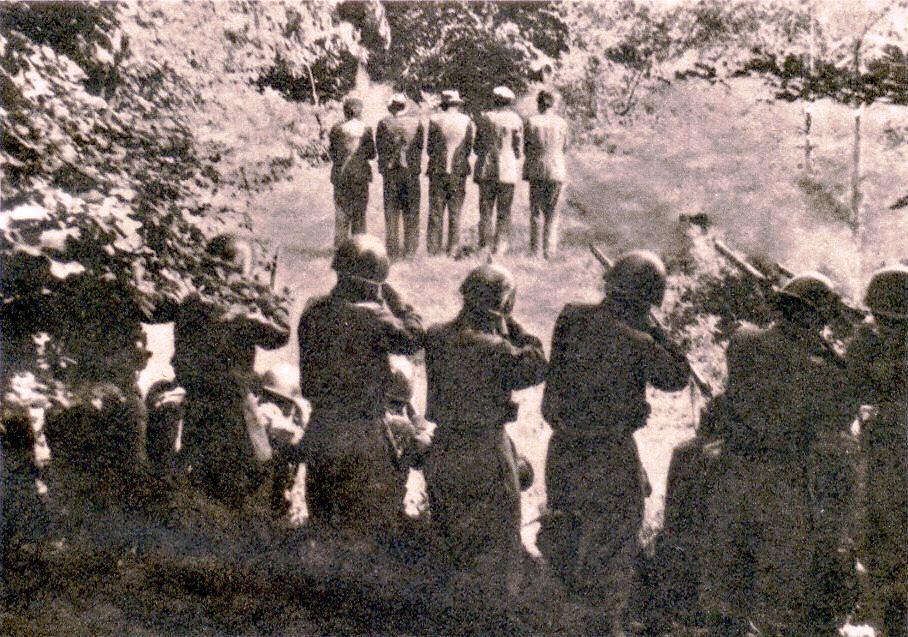
Fucilazione sommaria di prigionieri nel villaggio di Dane, Loška Dolina, 1942

Il 6 ottobre 1941 le divisioni "Granatieri di Sardegna" e "Isonzo" avviarono una prima offensiva nel territorio di Golo-Skrilje e Mokrec-Malinjek incendiando le case del luogo; il 14 ottobre a Zapotok i militari italiani attaccarono il battaglione partigiano "Krim" uccidendo due combattenti jugoslavi e arrestando i civili che abitavano il vicino villaggio:
Dalla relazione del novembre 1941 del comandante della divisione "Granatieri" e dell'XI Corpo d'armata si evince che i granatieri italiani a Ribnica riuscirono, dopo tre giorni di operazioni, a sbarrare la strada per la Croazia ai ribelli e a distruggerne la banda: 13 uccisi, 10 feriti e catturati, 44 catturati illesi.

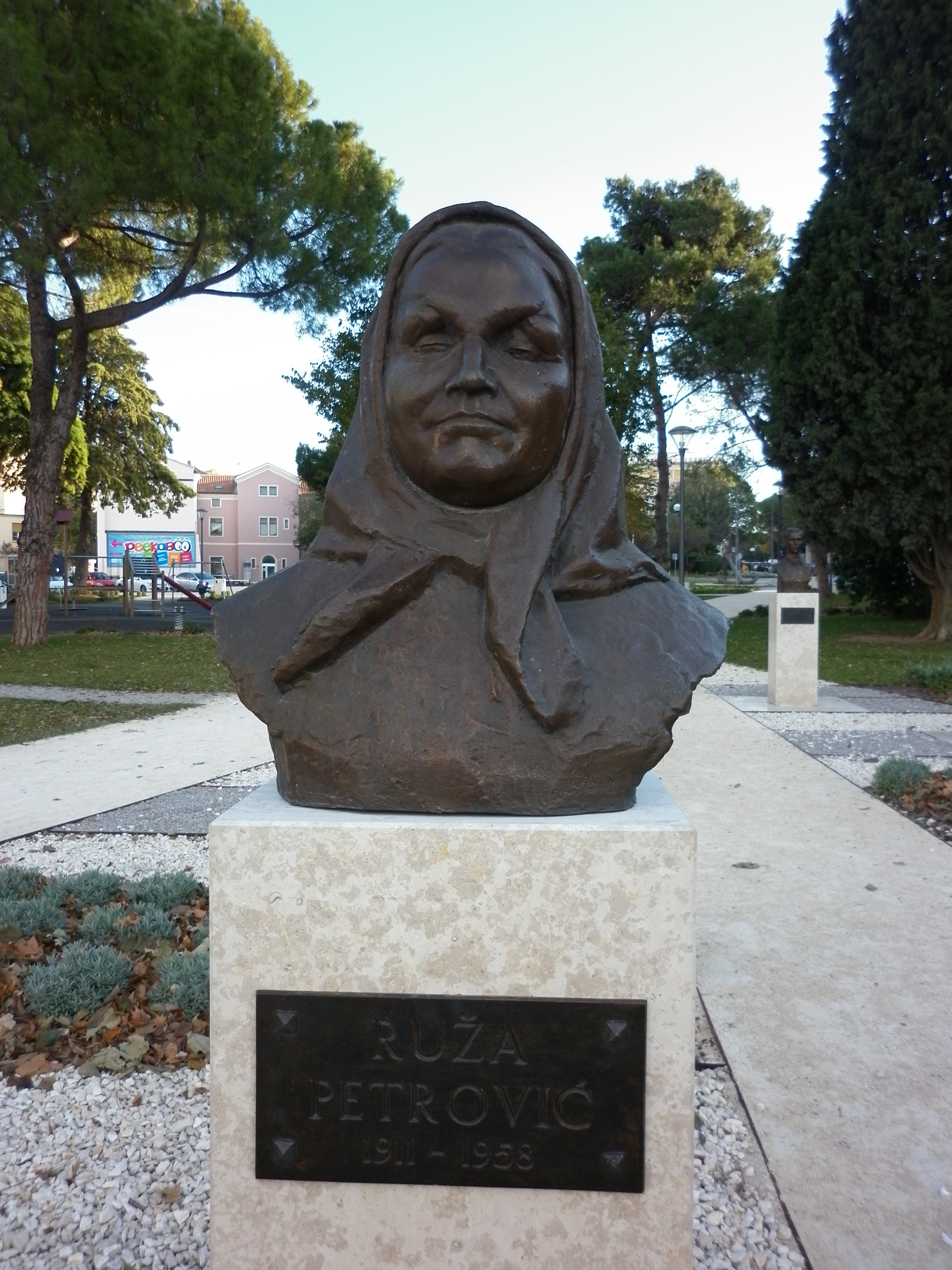
Monumento a Ruža Petrović, partigiana e antifascista istriana croata, alla quale i fascisti italiani cavarono entrambi gli occhi nel 1944

Nonostante questi successi del Regio Esercito l'attività partigiana allargò la propria capacità operativa e di mobilitazione grazie all'ampio appoggio popolare di cui godeva.
Nel novembre 1941 a seguito di un attacco partigiano ad un ponte ferroviario sulla linea Lubiana-Postumia vennero eseguiti rastrellamenti e distruzioni in vaste zone adiacenti; durante le operazioni militari e gli scontri armati con la resistenza jugoslava le truppe italiane ebbero 4 morti e 3 feriti. Le autorità italiane reagirono incarcerando 69 civili dei villaggi del luogo, processandoli ed emettendo 28 condanne a morte, 12 ergastoli, 4 a trent'anni di carcere e altri 6 a pene tra i cinque e gli otto anni.
Il 1º dicembre 1941 studenti e gruppi armati realizzarono una serie di azioni dimostrative: esplosione di una bomba contro postazioni fasciste, manifestazioni di studenti, astensione della popolazione dalla circolazione e frequentazione dei locali pubblici. L'esercito italiano reagì sparando sui civili e uccidendo 2 persone (Vittorio Meden, Presidente della Federazione commercianti di Lubiana, e Dan Jakor) e ferendo gravemente Grikar Slavo, impiegato presso l'Alto Commissariato.
Il 4 luglio 1942, prima dell’inizio di un nuovo ciclo di operazioni di rastrellamento, il generale di corpo d’armata Mario Robotti comunica all’Alto Commissario per la Provincia di Lubiana Emilio Grazioli l’intendimento del generale Mario Roatta (Comandante della 2ª Armata di stanza in Slovenia, Dalmazia e Croazia)

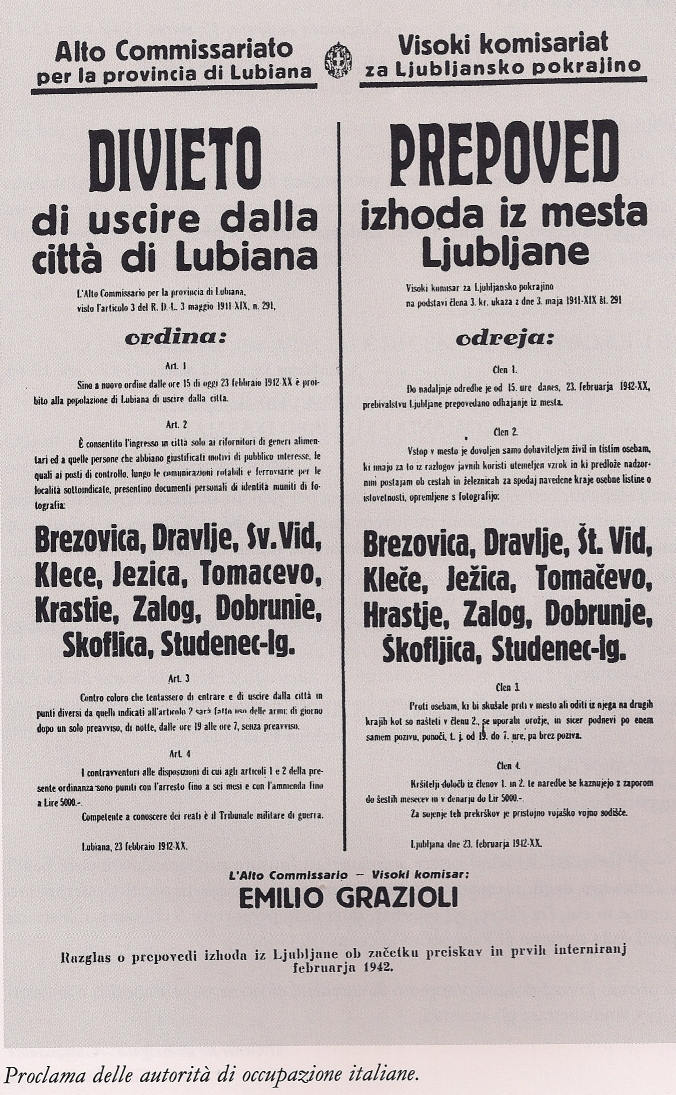
Divieto del 1942 di uscire dalla città di Lubiana.

di distribuire alla popolazione delle zone occupate un proclama in cui risultano elencati i provvedimenti repressivi previsti nei confronti dei sostenitori della resistenza jugoslava, in cui sono previsti, fra l’altro, limitazioni di movimento, la fucilazione immediata dei sospettati di collaborare con la resistenza jugoslava, e l’abbattimento di edifici utilizzati dalla resistenza jugoslava.

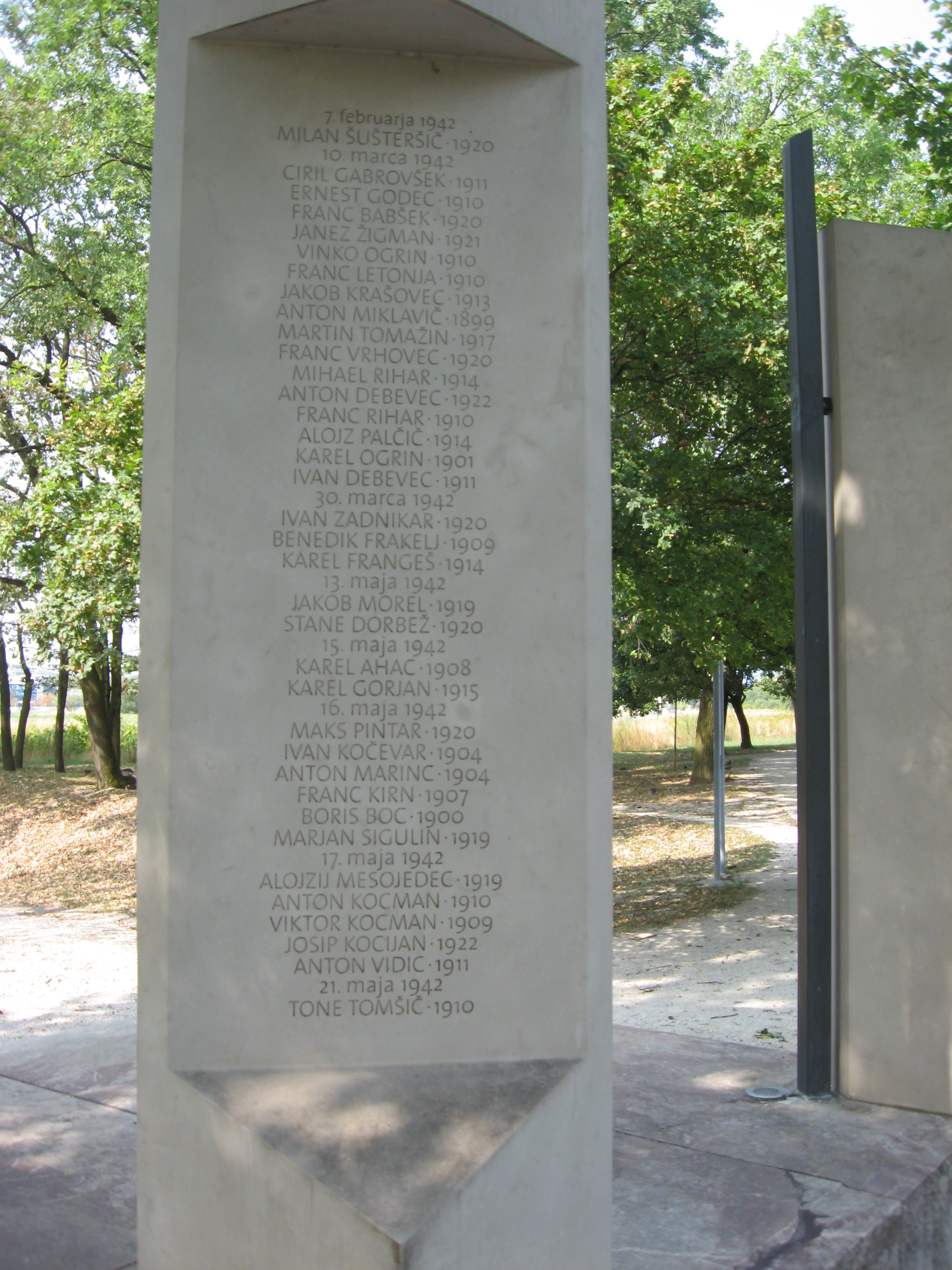
Dettaglio del monumento presso Gramozna jama (Lubiana), su cui sono scolpiti i nomi degli ostaggi fucilati a Lubiana, per rappresaglia (senza regolare processo), da militari dell'Esercito Italiano nella primavera del 1942.

Nella notte fra il 22 e il 23 febbraio 1942 le autorità militari italiane cinsero con filo spinato e reticolati l'intero perimetro di 30 km di Lubiana, al fine di operare un rastrellamento completo della popolazione maschile della città disponendo un ferreo controllo su tutte le entrate e le uscite.
La città venne divisa in tredici settori e furono raccolti 18 708 uomini che furono controllati nelle caserme con l'aiuto di delatori sloveni dissimulati; 878 di questi uomini furono mandati in campo di concentramento.
A Lubiana nel solo mese del marzo '42 gli italiani fucilarono 102 ostaggi.
Il 24 aprile 1942 venne pubblicato un bando, che disponeva rappresaglie su ostaggi in caso di mancata cattura dei colpevoli di uccisioni: 
(Notiziario politico militare ― Comando II Armata – Ufficio I - 4 maggio 1942-XX)

Un soldato italiano in una lettera inviata a casa il 1º luglio 1942 scrisse: 
Un altro scrisse: 

In nove mesi, da fine aprile 1942 a fine gennaio 1943, nella sola città di Lubiana, oltre ai «regolarmente processati», furono liquidati senza processo 21 gruppi di ostaggi per un assieme di 145 uomini (di cui 121 fucilati presso la cava abbandonata Gramozna jama, presso Lubiana). Furono assassinati col solo proposito di intimidire la popolazione, senza processo formale, senza prove di colpevolezza, vittime innocenti, arrestate dalle pattuglie militari nelle vie cittadine e passate per le armi con la pretestuosa motivazione che trattavasi «sicuramente di attivisti comunisti, e quindi coinvolti in azioni di sabotaggio, di cui nel termine prescritto di 48 ore non erano stati individuati i colpevoli». Gli ostaggi venivano scelti sia tra i detenuti delle carceri militari sia tra civili, in capo ai quali il Tribunale Militare non era riuscito a scoprire alcun indizio di accusa.
Per colpire la resistenza jugoslava le autorità italiane puntarono sulla deportazione di intere zone popolate da civili in contatto o in grado di parentela con i partigiani. La stessa politica venne perseguita anche nell'adiacente Provincia di Fiume: il locale Prefetto - Temistocle Testa - redasse il 19 giugno 1942 il rapporto "Allontanamento di coniugi di ribelli della Provincia di Fiume". Il prefetto della Provincia di Fiume ha firmato anche il proclama prot. n. 2796, emesso in data 30 maggio 1942, in cui rende nota la punizione inflitta alle famiglie di presunti aderenti alle formazioni partigiane:

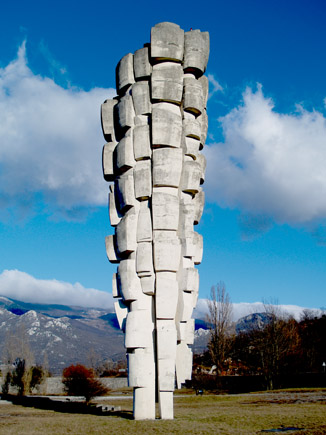
Monumento alle vittime dell'eccidio di Podhum

Lo stesso Prefetto di Fiume fu anche il destinatario della seguente relazione resa dal Commissario Prefettizio di Primano:
(IL COMMISSARIO PREFETTIZIO Attilio Orsarri, 5 giugno 1942)
Un comunicato del generale Lorenzo Bravarone documenta l'azione di intimidazione compiuta dai militari italiani in data 6 giugno 1942 nei pressi di Abbazia, che comportò la fucilazione sommaria di 12 persone e la deportazione di 131 loro familiari.
Il 12 luglio 1942 nel villaggio di Podhum, per rappresaglia furono fucilati da reparti militari italiani per ordine del Prefetto della Provincia di Fiume Temistocle Testa tutti gli uomini del villaggio di età compresa tra i 16 e i 64 anni.
Sul monumento che oggi sorge nei pressi del villaggio sono indicati i nomi delle 91 vittime dell'eccidio. Il resto della popolazione fu deportata nei campi di internamento italiani e le abitazioni furono incendiate.
Durante la riunione con gli alti comandi del Regio Esercito, tenutasi a Gorizia il 31 luglio 1942, Benito Mussolini approvò l’adozione dei metodi aggressivi adoperati nella repressione della resistenza, prospettando addirittura deportazioni di masse di popolazioni e l’assegnazione delle proprietà degli insorti alle famiglie di soldati caduti:
(Mussolini, 31 luglio 1942)
Secondo fonti slovene e jugoslave, in 29 mesi di occupazione italiana della Provincia di Lubiana, vennero fucilati o come ostaggi o durante operazioni di rastrellamento circa 5 000 civili, ai quali vanno aggiunti 200 bruciati vivi o massacrati in modo diverso, 900 partigiani catturati e fucilati e oltre 7 000 civili deceduti nei campi di concentramento (su 33 000 deportati, in buona parte anziani, donne e bambini). In totale quindi si arrivò alla cifra di circa 13 100 persone uccise su un totale di 339 751, al momento dell'annessione, ovvero il 3,8% della popolazione totale della provincia. Il tutto è da inquadrarsi nell'ambito del teatro di guerra jugoslavo-balcanico, che vide dal 1941 al 1945 la morte di oltre 89 000 sloveni su una popolazione di 1,49 milioni, pari al 6%.

#### Gli italiani in Dalmazia
Gli italiani diedero subito via a una massiccia e radicale italianizzazione delle provincie annesse: vennero inviate ad amministrarle i segretari politici del fascio, del dopolavoro, dei consorzi agrari e medici, maestri, impiegati comunali, levatrici subito odiati da coloro ai quali tolsero gli impieghi. In Dalmazia l'italiano venne imposto come lingua obbligatoria per i funzionari e gli insegnanti; le insegne scritte in croato vennero sostituite da scritte in italiano, proibiti giornali, manifesti, vessilli croati; sciolte le società culturali e sportive, imposto il saluto romano, ripristinati i cognomi italiani. Si procedette pure, come già nella Venezia Giulia ed in Alto Adige, all'italianizzazione dei nomi geografici, delle vie, delle piazze, ecc. Uno speciale ufficio per le terre adriatiche offriva prestiti e provvidenze a quanti erano disposti a snazionalizzarsi, e intanto acquistava terreni da redistribuire agli ex combattenti italiani. La prevedibile risposta fu l'inizio della resistenza, che i tribunali speciali e militari istituiti alla fine di luglio colpirono con le prime sentenze di morte: 8 a Bencovazzo il 6 agosto; 6 a Sebenico il 13 ottobre; 19 a Spalato il 14 ottobre; 12 a Vodizze il 26 ottobre.
In Dalmazia furono organizzate rappresaglie sui familiari di latitanti ribelli che portarono all'internamento di migliaia di persone. Solo per fare un esempio, l'ordinanza del 7 giugno 1942 stabilì che tutti coloro i quali avessero abbandonato i comuni di residenza per unirsi ai ribelli sarebbero stati iscritti in apposite liste, compilate da ogni comune. Gli iscritti alle liste, non appena catturati, sarebbero stati passati per le armi; le famiglie degli iscritti sarebbero state considerate ostaggi e non avrebbero potuto, per nessuna ragione, allontanarsi dal comune di residenza, senza un salvacondotto rilasciato dalla PS o dai CC. RR. In caso di allontanamento ingiustificato sarebbero stati passati per le armi. I beni degli iscritti alle liste sarebbero stati confiscati o venduti al miglior offerente. I sindaci di ogni villaggio dovevano tenersi a disposizione dell'autorità civile e militare e contribuire alla ricerca e l'identificazione degli iscritti nelle liste. In caso di colpevole negligenza anch'essi sarebbero stati passati per le armi. L'ordinanza, promulgata per la sola provincia di Zara, fu estesa il 1º febbraio 1943 a Spalato e Cattaro.

#### Gli italiani in Montenegro
Tutto il territorio del Montenegro e il Sangiaccato fu occupato e presidiato dalla 18ª Divisione fanteria "Messina", dai Reali Carabinieri, dalla Polizia, Regia Guardia di Finanza e dalle unità di cetnici montenegrini. Successivamente l'area delle Bocche di Cattaro fu annessa al Regno d'Italia come una nuova provincia italiana, dipendente dal Governatorato della Dalmazia. Il 12 luglio 1941, fu proclamato a Cettigne, sotto il protettorato dell'Italia, il Regno di Montenegro. Il 13 luglio la popolazione montenegrina insorse; il movimento venne diretto da dirigenti del partito comunista come Milovan Đilas e Blažo Jovanović e da ex-ufficiali dell'esercito jugoslavo come Arso Jovanović, Pavle Đurišić e Bajo Stanišić.

L'insurrezione popolare ebbe successo e in sette giorni prese il controllo delle campagne (con l'esclusione delle città e della costa) sconfiggendo i reparti del Regio Esercito Italiano e impadronendosi di ingenti quantitativi di armi e altro materiale bellico. Come reazione il Comando Supremo del R.E.I. trasferì in Montenegro sei divisioni ("Cacciatori delle Alpi", "Emilia", "Pusteria", "Puglie", "Taro", "Venezia") sotto il comando del generale di corpo d'armata Alessandro Pirzio Biroli con funzioni di Governatore civile e militare, e generale Giovanni Esposito con sede di comando a Pljevlja.

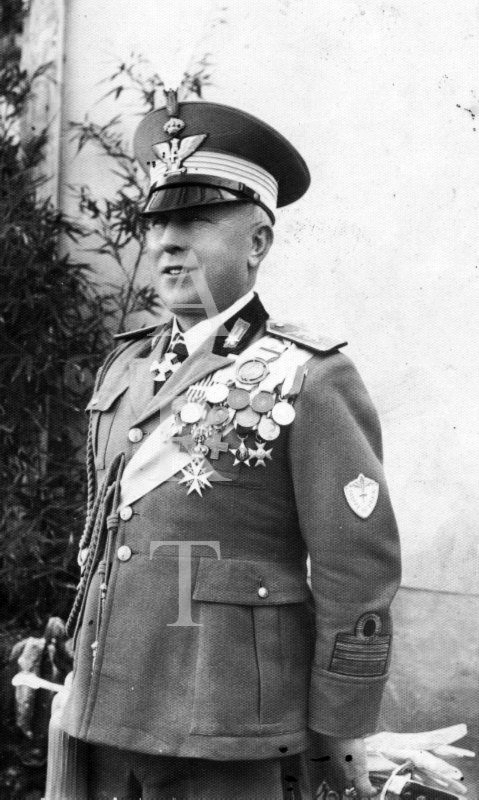
Generale Giovanni Esposito.
Condannato a 30 anni di reclusione. 1948-12-XX La condanna è stata modificata in 15 anni di reclusione. 1949-01-XX rilasciato

 Pirzio Biroli attuò durissime repressioni e rappresaglie contro i montenegrini, causando così lo sbandamento delle forze che guidavano l'insurrezione. Si alleò altresì con i gruppi di nazionalisti cetnici, ottenendo così la riconquista e il controllo quasi totale del territorio. Le efferatezze compiute da Pirzio Biroli furono tali che la nuova RSFJ lo dichiarò "criminale di guerra" ma lo Stato italiano non autorizzò mai l'estradizione.
Nel Montenegro la divisione "Alba" incendiò interi villaggi e massacrò gli abitanti; 6 villaggi vennero bruciati nella zona di Čevo. La 5ª Divisione alpina "Pusteria" fece terra bruciata: i testimoni raccontarono crimini orrendi, bambini uccisi dagli alpini come a un tiro al piccione. Tra le misure impiegate dai comandi militari vi furono anche i bombardamenti dell'aviazione contro villaggi e piccole cittadine:
Sotto il comando di generale Giovanni Esposito il 2 dicembre 1941 i reparti del Regio Esercito irruppero nel villaggio di Pljevlja fucilando sul posto 74 civili e passando per le armi anche tutti i partigiani catturati. Il 6 dicembre, dopo un attacco partigiano presso Passo Jabuka che causò gravi perdite alle truppe del Regio Esercito, le autorità italiane disposero un'ampia azione di rastrellamento e distruzione delle zone circostanti coinvolgendo in particolare i villaggi di Causevici, Jabuka e Crljenica, che vennero bombardati e dati alle fiamme mentre civili e partigiani furono trucidati sul posto. Il 14 dicembre, vennero fucilati 14 contadini nel villaggio di Drenovo, mentre nei villaggi di Babina Vlaka, Jabuka e Mihailovici vennero uccise 120 persone, tra cui donne e bambini, e incendiate 23 case. Su questi ultimi cicli operativi scriverà anche Tito nelle sue memorie:
Tutte le azioni compiute dalle truppe rispondevano alle direttive generali degli alti comandi militari e all'indirizzo voluto dalle autorità d'occupazione d'intesa con il governo di Roma. Tali indicazioni, nella pratica, si traducevano in efferati crimini di guerra commessi dalle truppe italiane:
Il 12 gennaio 1942 il generale Pirzio Biroli ordinò che per ogni soldato ucciso, o ufficiale ferito, la rappresaglia avrebbe compreso una proporzione di 50 ostaggi fucilati per ogni militare italiano e di 10 ostaggi fucilati per ogni sottufficiale o soldato ferito.
Nel gennaio 1942, le truppe italiane fecero irruzione nei villaggi di Ljubotinja e Gornji Ceklini devastandone gli abitati; a Bokovo vennero arrestati e deportati una quindicina di contadini. Il 13 febbraio 1942 l'aviazione italiana bombardò il villaggio di Morinje, a Gluhi Dol, uccidendo 4 persone in una scuola elementare; nel villaggio di Rubezi i soldati italiani, durante una spedizione punitiva, bruciarono alcune case e uccisero gli abitanti locali. L'episodio venne confermato dalla testimonianza del sergente capo-radiotelegrafista Amelio Martello:
Tra il febbraio e l'aprile 1942, i battaglioni alpini "Ivrea" e "Aosta" operarono una serie di rastrellamenti nella zona delle Bocche di Cattaro, fucilando 20 contadini e distruggendo 11 villaggi (Bjelske, Krusevice, Bunovici, Gornje Morinje, Repaj, Zlijebi, Gornje, Djurice, Sasovici, Kuta, Presjeka, Lastra, Kameno e Bakoci). Il 7 maggio 1942, a Cajnice, dove già nel dicembre 1941 si era verificato un attacco partigiano a seguito del quale erano morti alcuni soldati italiani, il generale del Regio Esercito, Esposito, ordinò l'esecuzione di 70 ostaggi presi tra la popolazione civile, seguendo le indicazioni dettate da Pirzio Biroli:
Il 20 giugno 1942, Pirzio Biroli fece fucilare 95 comunisti.
Il 25 giugno 1942, a Cettigne, in rappresaglia di un attacco partigiano alle truppe del Regio Esercito che aveva provocato la morte di 9 ufficiali italiani, vennero fucilati 30 montenegrini.
Il 26 giugno 1942, a Nikšić il giovane Dujo Davico, che lavorava come cameriere presso la mensa degli ufficiali del comando italiano del 48º reggimento fanteria, lanciò contro di loro una bomba a mano. Nonostante l'azione non avesse provocato vittime, per rappresaglia vennero fucilati 20 prigionieri comunisti.
Il 31 dicembre 1942, Pirzio Biroli fece fucilare per rappresaglia contro l'uccisione di un nazionalista 6 montenegrini accusati di correità e partecipazione all'uccisione.

#### Repressione politica e le istruzioni militari
Dai documenti redatti dall'Alto Commissario Emilio Grazioli, ma anche da quelli dei generali Roatta, Robotti e Gambara, emerge un conflitto che non si limita alla repressione contro il Fronte di Liberazione, ma che parte da una diversa visione politica del rapporto tra vincitori e vinti marcatamente razzista.
Secondo il generale Orlando:
(gen. Orlando)
Orlando intende l'eliminazione della massa attraverso la deportazione di migliaia di uomini nei campi di concentramento, che i comandi militari hanno aperto in Italia e in Dalmazia per sloveni e croati.
Viene anche adottata la politica dell'affamamento e della rapina, praticata dai comandanti italiani, tra gli altri, il gen. Danioni che progetta di:
(gen. Danioni)
Mario Roatta propone inoltre la deportazione: "di tutti i disoccupati e degli studenti per farne unità di lavoratori".
Inoltre viene condotta una repressione contro gli intellettuali (docenti e studenti dall'università alle scuole inferiori) essendo considerati la colonna portante del movimento partigiano.
L'11 luglio 1942, Mario Robotti scrive a Emilio Grazioli, dopo le ennesime "operazioni di rastrellamento ed epurazione politica", effettuate dal 24 giugno al 1º luglio a Lubiana e nella provincia, che è stata attuata la deportazione nei campi di più di 5 000 uomini (tra i 16 e i 50 anni); mentre il comandante dell'XI Corpo d'armata lamenta che:
Agli ufficiali italiani vennero impartite disposizioni che contemplavano la distruzione di interi villaggi e deportazioni e la fucilazione di innocenti ostaggi:
(Il Generale Comandante Designato d'Armata Mario Roatta)
L'8 agosto 1942 nel villaggio di Ustie (Ustje, in sloveno) che all'epoca faceva parte della Provincia di Gorizia i soldati della divisione Julia per vendicare l'uccisione di un militare italiano e non per fini politici, uccisero 8 persone e diedero alle fiamme il villaggio (dopo la guerra il paese è stato ricostruito e ogni 8 agosto si commemorano le vittime dell'eccidio).
In due riservatissime lettere personali del 30 luglio e del 31 agosto 1942 indirizzate ad Emilio Grazioli il Commissario Civile del Distretto di Longanatico (Logatec, in sloveno) Umberto Rosin ha esternato le seguenti considerazioni:

#### Campi di concentramento

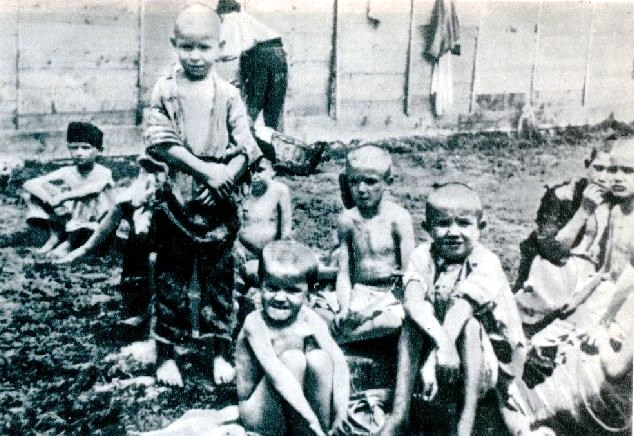
Bambini internati ad Arbe.

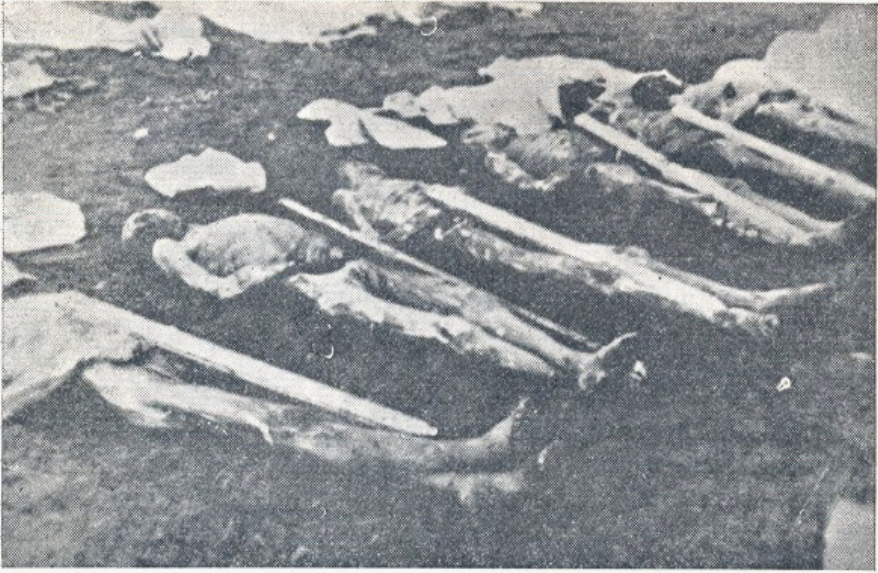
Internati morti nel campo di concentramento di Arbe. Fonte: Rabski zbornik, 1953.

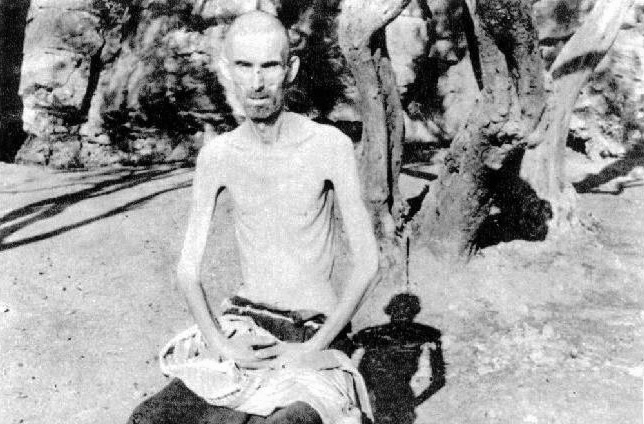
Internato nel campo di Arbe.

La scelta di costituire campi di concentramento per i civili viene concepita dapprima per neutralizzare gli elementi ritenuti pericolosi per l'ordine pubblico; ma successivamente le deportazioni crescono, coinvolgendo quote sempre più vaste di popolazione soprattutto quella rurale.
In un vertice tenuto a Fiume, il 23 maggio 1942, Roatta annuncia l'appoggio di Mussolini alla linea dura dei generali:
(Roatta)
A partire dal luglio 1942, le divisioni italiane, con grandi operazioni di rastrellamento alla caccia delle formazioni partigiane, svuotano il territorio in cui queste sono più presenti, deportando la popolazione dei villaggi in campi di concentramento costituiti appositamente. Si tratta soprattutto di donne, bambini ed anziani, poiché gli "uomini validi" fuggono nei boschi alla vista dei reparti italiani, per evitare di essere presi come ostaggi e fucilati nelle quotidiane rappresaglie decretate dai tribunali militari di guerra.
Ma dai documenti degli stessi generali italiani emerge anche la determinazione per cui le rappresaglie contro i civili devono essere un'arma di pressione contro i partigiani del Fronte di Liberazione, che tengono in scacco una grossa parte dell'esercito italiano.
Tra l'estate del 1942 e quella del 1943 furono attivi sette campi di concentramento per civili sotto il controllo della II Armata (che aveva la competenza su Slovenia e Dalmazia).
Stabilire oggi il numero dei deportati risulta assai difficile, sia per la frammentarietà degli archivi consultabili, sia perché le stesse autorità italiane scrivevano di non avere un quadro della situazione. Secondo alcune stime si conterebbero almeno 20 000 civili sloveni internati. Mentre un documento del Ministero dell'interno italiano, databile alla fine dell'agosto 1942, indica un complesso di 50 000 elementi circa, sgombrati dai territori della frontiera orientale in seguito alle operazioni di polizia in corso, di cui la metà donne e bambini.
La causa principale delle morti nei campi era la fame e il freddo. Già nel maggio 1942 una lettera di un dirigente cattolico di Lubiana segnala alle autorità militari italiane, che "nel campo di concentramento di Gonars... gli internati soffrono atrocemente la fame". Dal rapporto destinato ai comandi militari e redatto da un ufficiale medico, emerge un livello di alimentazione insufficiente ed una situazione igienica inadeguata. Lo stesso afferma che la insufficienza alimentare si moltiplica per il freddo e la dispersione di calore corporeo vivendo i civili sotto tende, con abiti estivi e coperte insufficienti.
Nel 1942, il regime d'occupazione italiano instaurò ad Arbe (più esattamente nella località di Campora), un campo di concentramento per i civili slavi delle zone occupate della Slovenia (vi furono internati anche alcuni civili della vicina Venezia Giulia). In seguito vi furono ospitati anche ebrei fuggiaschi dalla Croazia. Complessivamente vi furono internati più di 10 000 civili, in massima parte vecchi, donne e bambini, cifra che non comprende coloro che sono passati in transito verso altri campi, nei territori occupati o nel Regno d'Italia. Secondo il Centro Simon Wiesenthal, il campo ospitò 15 000 prigionieri e 4 000 morirono. Secondo le autorità italiane, fino al 19 novembre 1942, nel campo di concentramento di Arbe i morti erano stati 289 (di cui 62 bambini). Il campo di Arbe fu gestito completamente da italiani. Il numero complessivo di vittime non è accertato, ma si stima che soltanto nell'inverno 1942-43 intorno a 1 500 persone persero la vita a causa della denutrizione, del freddo, delle epidemie e dei maltrattamenti. Significative a questo proposito, sono le affermazioni del generale Gambara:
(generale Gambara, 17 dicembre 1942)
Della gravità della situazione nei campi scrivono anche ufficiali dei Carabinieri Reali nei loro rapporti ai comandi:
I campi di concentramento rimasero attivi fino al disfacimento dell'esercito italiano, avvenuto in seguito dell'armistizio dell'8 settembre 1943 e la conseguente cessazione delle ostilità da parte delle truppe monarchiche italiane verso le forze di liberazione jugoslave.

### Occupazione dell'Unione Sovietica
Esiste ben poca documentazione accessibile sul comportamento dei 230 000 soldati italiani inviati da Mussolini in Unione Sovietica per affiancare, in posizione subalterna, le armate tedesche. In questa prospettiva gli ordini di Hitler autorizzavano ogni eccesso, ogni eccidio, ogni bestialità. La memoria italiana dimentica questi aspetti, di cui le truppe al fronte ebbero, tra l'altro, una conoscenza limitata (e rimossa): l'ARMIR ebbe infatti la buona sorte di essere dislocata in una regione in cui la guerra partigiana era di bassa intensità. Quindi non furono necessari combattimenti su larga scala, bensì operazioni di polizia condotte con notevole durezza, con rastrellamenti, distruzioni di villaggi e buon numero di fucilazioni, nonché la depredazione delle risorse alimentari. I prigionieri russi furono impiegati come manodopera e fu anche studiata la loro deportazione in Italia, poi arenatasi dinanzi alle difficoltà pratiche. In almeno un caso un gruppo di ebrei fu consegnato a un Sonderkommando per la loro eliminazione. Lo storico tedesco Thomas Schlemmer, pur non paragonando i crimini dei nazisti a quelli compiuti dal corpo di spedizione fascista, precisa tuttavia che l'anticomunismo degli italiani

### Occupazione della Tunisia
È riportato almeno un caso di crimini di guerra compiuti dai soldati italiani contro la popolazione civile durante la campagna di Tunisia: la devastazione di un villaggio arabo con 8 morti e 13 feriti compiuta il 14 febbraio 1943 dai militari di una sezione panettieri.

## Accuse, inchieste, processi e condanne

### Commissione delle Nazioni Unite per i crimini di guerra
La Commissione delle Nazioni Unite per i crimini di guerra (in inglese: United Nations War Crimes Commission - UNWCC), fu una istituzione multinazionale a cui aderirono 17 paesi, che avevano subito l’aggressione nazifascista, istituita per raccogliere le accuse formulate dai paesi nei confronti di presunti responsabili di crimini di guerra. Alla fine del dicembre 1945 l'UNWCC inviò al Governo italiano la lista degli italiani accusati di aver compiuto crimini di guerra: 863 segnalati dagli Alleati, 729 segnalati dalla Jugoslavia, 142 dall’Albania, 111 dalla Grecia.
Le autorità italiane adottarono ogni strategia per impedire l’estradizione dei connazionali accusati di crimini di guerra, riuscendo a sottrarre al pericolo di estradizione quasi tutti gli indiziati. I soli ad essere giudicati per crimini di guerra furono quei pochi, che erano stati catturati nel corso della guerra dai paesi vittime dell’aggressione e fascista (come ad esempio il tenente colonnello Vincenzo Serrentino), o quelli catturati dagli Alleati.

### Commissione d'inchiesta per i presunti criminali di guerra italiani
La Commissione d'inchiesta per i presunti criminali di guerra italiani fu costituita con Decreto il 6 maggio 1946 presso il Ministero della Guerra (poi della Difesa). Nel marzo 1948 la Commissione produsse il seguente elenco con 29 nominativi di presunti criminali di guerra, da essa giudicati deferibili al Tribunale militare (su un totale di 168 indiziati esaminati):
- Giuseppe Alacevich
- Gaspero Barbera
- Magg. Roberto Brunelli
- Giuseppe Bastianini
- Ten. col. Pietro Caruso
(deceduto nel settembre 1944)
- Gen. Renato Coturri
- Col. Pierluigi Dal Negro
- Carab. Giuseppe De Logu
- Gen. Umberto Fabbri
- Mar. Giovanni Fais
- Gen. Gastone Gambara
- T. col. Armando Giormeo
- Ten. Giuseppe Gaetano
- Francesco Giunta
- Emilio Grazioli
- Gen. Gherardo Magaldi
- Gen. Alessandro Pirzio Biroli
- Gen. Mario Roatta
- Gen. Mario Robotti
- 1° sen. Armando Rocchi
- Cap. Alfredo Roncoroni
- Capo sq. Giuseppe Sartori
- Ten. col. Vincenzo Serrentino
(deceduto nel maggio 1947)
- T. col. Gualtiero Sestilli
- Magg. Salvatore Spitaleri
- Temistocle Testa
- Gen. Carlo Viale
- V. brig. Giuseppe Viscardi
- Gen. Francesco Zani

(Brano tratto dalla pagina web "criminidiguerra.it")
Tra i suddetti 29 deferiti al Tribunale militare, l’unico ad essere processato è stato il ten. col. Vincenzo Serrentino, catturato il 5 maggio 1945 a Trieste, processato e fucilato il 15 maggio 1947 a Sebenico dalle autorità jugoslave.

### L'amnistia Togliatti
I crimini di guerra italiani non furono invece perseguiti dagli Alleati a causa della posizione politica assunta dall'Italia dopo l'8 settembre 1943, e dopo la guerra a causa della cosiddetta "amnistia Togliatti" intervenuta il 22 giugno 1946, sia perché il 18 settembre 1953 il governo Pella approvò l'indulto e l'amnistia proposta dal guardasigilli Antonio Azara per tutti i reati politici commessi entro il 18 giugno 1948, a cui si aggiunse quella del 4 giugno 1966. In particolare erano accusati sia il generale Pietro Badoglio che Rodolfo Graziani. Badoglio non fu mai processato a differenza di Graziani. Ma i reati imputati riguardavano esclusivamente crimini commessi in Italia contro italiani, e non commessi all'estero.
Le nazioni colpite dall'occupazione italiana, nonostante gli accordi internazionali prevedessero la loro estradizione non ne ottennero alcuna, come nulli furono i tentativi italiani di ottenere la consegna dei criminali di guerra iugoslavi e scarsi di quelli tedeschi.

### La questione con la Repubblica Socialista di Jugoslavia
Solo la Repubblica Socialista di Jugoslavia, guidata da Tito, proseguì nella richiesta di estradizione di presunti criminali di guerra italiani, di cui aveva stilato una lista già alla fine del 1944. Il governo italiano preparò come contromossa un documento noto come le Note relative all'occupazione italiana in Jugoslavia dell'estate 1945. Le Note si articolavano in quattro punti: 
1. crimini commessi dagli jugoslavi nei confronti dei cittadini italiani;
2. crimini commessi da jugoslavi nei confronti della popolazione civile locale;
3. interventi di assistenza dell'esercito italiano verso la popolazione civile;
4. l'intenzione di chiarire gli aspetti controversi che coinvolgevano militari italiani in presunti crimini.[191]

Nel frattempo si diffusero in tutta Italia le notizie, provenienti dai territori occupati dagli jugoslavi della Venezia-Giulia, di uccisioni e di sparizioni di cittadini italiani. Ciò portò ad un'ulteriore chiusura circa le richieste jugoslave, che fu avallata anche dalle forze di sinistra, con l'eccezione del Partito Comunista Italiano, legato all'Unione Sovietica e alla Jugoslavia di Tito. A questo punto i partiti moderati e le istituzioni italiane difesero apertamente l'operato dei propri soldati e accusarono direttamente gli stati stranieri di essere mossi da accanimento e non da ricerca della giustizia. Nella primavera 1946 il governo jugoslavo inoltrò all'Italia una nuova richiesta. A questa il nuovo Presidente del Consiglio Alcide De Gasperi rispose, scrivendo una lettera al comandante della Commissione alleata di Controllo in Italia.
(Dalla lettera scritta da Alcide De Gasperi all'ammiraglio Stone del 9 aprile 1946)
Nel frattempo il Governo italiano stilò una lista di 153 presunti criminali di guerra jugoslavi, responsabili di efferatezze nei confronti dei soldati italiani durante l'occupazione italiana del 1941-1943, di infoibamenti nel 1943 e nel 1945. Al contempo si provvide deferire al tribunale italiano alcuni dei nominativi segnalati dagli jugoslavi, come Mario Roatta e Giuseppe Bastianini, senza però dare luogo ai processi. Nell'estate 1948, con la rottura avvenuta tra Jugoslavia e Unione Sovietica, cessarono definitivamente le richieste all'Italia di estradizione di italiani e i deferimenti in atto in Italia furono archiviati.

### La Commissione del Parlamento italiano
Nel 2003 il parlamento istituì una commissione bicamerale, la "Commissione parlamentare di inchiesta sulle cause dell'occultamento di fascicoli relativi a crimini nazifascisti", per indagare sulle anomale archiviazioni provvisorie e sull'occultamento dei 695 fascicoli ritrovati nel 1994 a Palazzo Cesi, sede della Procura generale militare, contenenti denunce di crimini nazifascisti, commessi nel corso della seconda guerra mondiale.
I documenti nel 2016 sono stati declassificati e sono consultabili.

## Videografia
Filmografia
- Le soldatesse (1964), regia di Valerio Zurlini.
- Adua (Adwa, 1999), regia di Haile Gerima.
- Il leone del deserto (أسد الصحراء, 1982), regia di Mustafa Akkad.

Televisione
- Fascist Legacy documentario della BBC trasmesso nel 1989.